# Androsace integra
Androsace integra är en viveväxtart som först beskrevs av Carl Maximowicz och som fick sitt nu gällande namn av Heinrich von Handel-Mazzetti.
Androsace integra ingår i släktet grusvivor och familjen viveväxter. Inga underarter finns listade i Catalogue of Life.